# 小家鼠

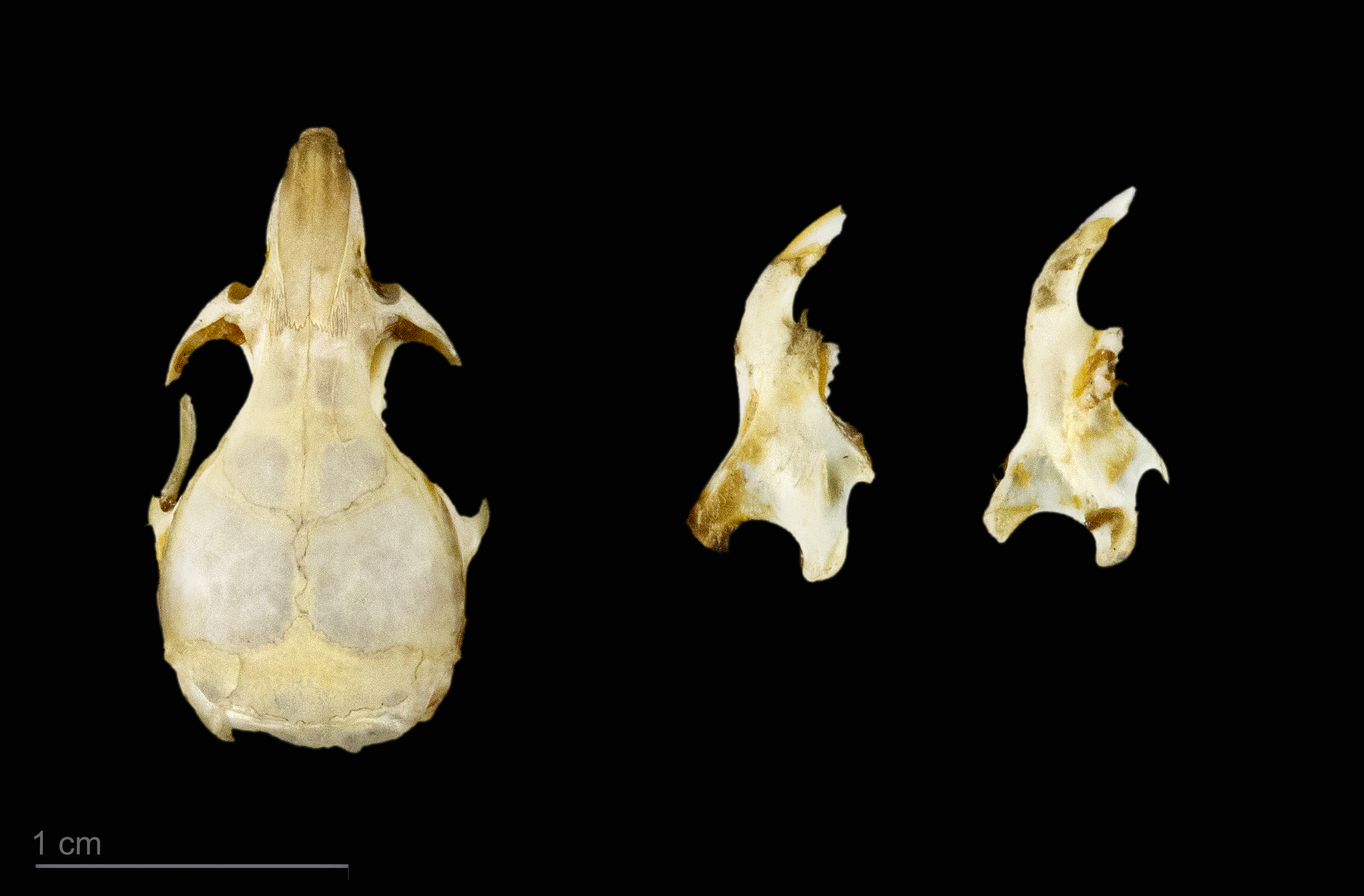
头骨 Mus musculus

小家鼠（學名：Mus musculus）也稱為家鼠、鼷鼠或小鼠。

## 特征
家鼠（Mus musculus）是世界上数量最多的小鼠品种，也是实验中使用最多的小鼠品种，成年小鼠的平均体长为9厘米，平均体重为20.5克，这些动物的妊娠期一般持续20天。  一般情况下，出生时有 7 只幼崽失明且无毛，但有时最多可达 10 只，出生时幼崽的平均体重为 1.25 克。它们在出生后两周睁开眼睛，三周后断奶。它们在圈养条件下的平均寿命为 2 年，但据报道最长寿命为 4 年。

## 习性
小家鼠遍布全世界各地，这是生物学和医学中最重要的模式生物之一。牠们和人类的构造相似，而且繁殖得很快，其被驯化为廉价的宠物或是作为实验老鼠使用。完整的小家鼠基因组序列于2002年完成测序。
不过，家鼠也是一种害兽，牠们会吃掉农作物和传播疾病，國際自然保護聯盟物種存續委員會的入侵物種專家小組（ISSG）列為世界百大外來入侵物種。
人类饲养的鼠可以活两年至三年，但在野外的鼠通常只会活三个月至一年間。鼠通常吃素，但是牠们其实是杂食的。

## 小家鼠下的亚种
受到广泛认可的小家鼠亚种有以下三个：
- Mus musculus castaneus（东南亚家鼠）
- 西欧家鼠（Mus musculus domesticus）
- 东欧家鼠（Mus musculus musculus）[5]

另外有两个新近得到认可的亚种：
- Mus musculus bactrianus（西南亚家鼠）
- Mus musculus gentilulus（侏儒家鼠）[6]

一些曾经使用过的亚种名称，现在已证明是異名，因此停用。一部分曾经提出过的“亚种”名称其实是由不同亚种杂交而成的种群，过去曾使用的Mus musculus molossinus（日本家鼠）就是一例（为东南亚和东欧种杂交）。